# ゲルハルト・プリンツ
ゲルハルト・プリンツ（Gerhard Alfred Prinz、1929年4月5日 - 1983年10月29日）は、ドイツの実業家である。ドイツの自動車メーカーであるダイムラー・ベンツで、取締役会会長を務めたことで知られる。

## 経歴
ゾーリンゲンで食器製造などを営むカール・プリンツ社（Carl Prinz AG）の経営家に生まれた。
経済学と法学を学び、法学の博士号を取得した。卒業後の1960年から、デュッセルドルフの鉄鋼業協会でマネージングディレクターを務めていたハンス・ディクガンスのアシスタントとしてしばらく働いた。
その後、プリンツはブラウン・ボベリのドイツ支社に入り、この際、後にフォルクスワーゲンの経営者となるクルト・ロッツの下で働いた。

### フォルクスワーゲン
1967年、ロッツがフォルクスワーゲンに移る際にプリンツも一緒に同社に移り、ロッツが1968年末に同社の最高経営責任者になったことに伴い、1969年にプリンツも同社の取締役に引き上げられた。
1971年に社内対立の結果、ロッツは失脚したが、プリンツは残り、1972年から1973年にかけて、アウディ・NSU・アウトウニオンの取締役会会長を一時的に務めた。フォルクスワーゲンにおける組織再編を嫌気したプリンツは、当時ダイムラー・ベンツが所有していたアウディ工場のフォルクスワーゲンへの売却交渉で頻繁に会う機会のあった同社の取締役会会長であるヨアヒム・ザーンと交渉し、ダイムラー・ベンツに籍を移した。

### ダイムラー・ベンツ
1973年にプリンツはダイムラー・ベンツに購買の担当取締役として加わり、資材調達を担当した。この間、1977年に超大型ダンプカー（ホウルトラック）の製造企業であるユークリッド・トラックスの買収を手掛け、これはダイムラー・ベンツにとってドイツ国外における最初の完全な新規買収案件であり、プリンツの同社における大きな実績となった。
1979年、ザーンが同年限りで引退することを決めたため、その後任の取締役会会長に指名されたプリンツは、翌1980年1月1日から同職を引き継いだ。しかし、1983年10月に心臓発作に見舞われ、会長職に在任のまま急死した。